# Thomas Child junior
Thomas Child junior (* 22. März 1818 bei St. Albans, Vermont; † 9. März 1869 in Port Richmond, New York) war ein US-amerikanischer Jurist und Politiker. Zwischen 1855 und 1857 vertrat er den Bundesstaat New York im US-Repräsentantenhaus.

## Werdegang
Thomas Child junior wurde ungefähr drei Jahre nach dem Ende des Britisch-Amerikanischen Krieges nahe St. Albans im Franklin County geboren. Er besuchte Gemeinschaftsschulen. Im Alter von 14 Jahren ging er dann auf die University of Vermont in Burlington. 1838 nahm er an der verfassunggebenden Versammlung von Vermont teil. Er studierte Jura. Seine Zulassung als Anwalt erhielt er im September 1839 und begann dann in East Berkshire. Er war 1840 als Friedensrichter tätig. Dann zog er um 1848 nach New York City, wo er der Destillation nachging. Politisch gehörte er der Whig Party an.
Bei den Kongresswahlen des Jahres 1854 für den 34. Kongress wurde Child im siebten Wahlbezirk von New York in das US-Repräsentantenhaus in Washington, D.C. gewählt. Die Amtszeit begann am 4. März 1855. Er konnte allerdings in seiner ganzen Amtszeit bedingt durch eine Krankheit an keiner Parlamentssitzung teilnehmen. Als Folge eines Beschlusses von 3. März 1857 hat das US-Repräsentantenhaus entschieden, dass sein Gehalt für den Zeitraum vom 18. August 1856 bis zum 3. März 1857 berechnet und bezahlt werde, als ob er regulär an den Sitzungen teilgenommen hat.
Child verlegte 1857 seinen Wohnsitz nach Port Richmond und zog sich aus den aktiven Geschäften zurück. Er war in den Jahren 1865 und 1866 Town Supervisor von Northfield. 1866 saß er in der New York State Assembly. Er verstarb am 9. März 1869 in Port Richmond und wurde dann auf dem Green-Wood Cemetery in der damals noch eigenständigen Stadt Brooklyn beigesetzt. Zu jener Zeit war der Bürgerkrieg ungefähr vier Jahre zu Ende.